# Medzvezdna snov
Mèdzvézdna snóv je v astronomiji plin in kozmični prah, ki prežema medzvezdni prostor, oziroma snov, ki obstaja med zvezdami znotraj galaksij. Mezvezdna snov napolnjuje medzvezdni prostor in se počasi meša z okoliško medgalaktično snovjo. Energija v obliki elektromagnetnega valovanja, ki se nahaja znotraj istega prostora, je medzvezdno sevalno polje.
Medzvezdno snov sestavlja po zemeljskih standardih zelo redka mešanica ionov, atomov, molekul, večjih prašnih zrn, kozmičnih žarkov in galaktičnih magnetnih polj  V medzvezdni snovi je masni delež približno 99 % medzvezdnega plina, prahu pa 1 %. Gostote so od nekaj tisoč do nekaj sto milijonov delcev na kubični meter. Povprečna vrednost v Galaksiji je milijon delcev na kubični meter. Kot posledica prvotne nukleosinteze je v plinu približno 90 % vodika in 10 % helija po številu jeder z majhnimi dodatki težjih elementov (»kovin« v astronomskem pomenu).
Medzvezdna snov ima v astrofiziki pomembno vlogo zaradi posredovalne vloge med telesi na zvezdnih in galaktičnih lestvicah. Zvezde nastajajo v najgostejših območjih medzvezdne snovi, molekularnih oblakih in oskrbujejo medzvezdno snov s snovjo in energijo prek planetarnih meglic, zvezdnih vetrov in supernov. To medsebojno delovanje med zvezdami in medzvezdno snovjo pomaga določiti stopnjo pri kateri galaksija izčrpa svojo plinsko vsebino in zato njeno življenjsko dobo tvorbe aktivnih zvezd.